# Neuling
Ein Neuling ist eine Person, die sich in ein Sachgebiet einarbeitet oder neu in eine Gemeinschaft aufgenommen wird und sich noch nicht so gut auskennt wie Personen, die schon länger damit Kontakt haben; andere Ausdrücke sind „Anfänger“ und „Neueinsteiger“.

## Sinnverwandte Wörter

### Newbie
Im IT-Bereich wird oft das Synonym newbie [ˈnjuːbɪ] verwendet. Als Newbie (engl. Kunstwort) wird demnach ein Neuling bzw. Anfänger im Zusammenhang mit Computern bezeichnet, zum Beispiel in Internetforen oder Netz-Communitys (Newsgroups, Online-Spielen, Wikis oder beim Bookcrossing).
Laut dem Jargon File stammt das Wort newbie ursprünglich aus der Slangsprache von britischen Schülern und Soldaten und wird häufig in Verbindung mit ahnungslos verwendet (clueless newbie).
Der Ausdruck Newbie ist der im Allgemeinen übliche Begriff für einen Neuling im Computerspiele-Bereich. Die Bedeutung und auch Wahrnehmung des Begriffes schwankt: Manchmal wird der Begriff verwendet, um einen bestimmten Rollencharakter zu spezifizieren, zuweilen wird er auch unter Freunden humorvoll benutzt.

### Noob/Boon
Noob [nʉb] – oder die rückwärts geschriebene synonyme Variante Boon – wird je nach Kontext mehr oder weniger abwertend im Sinne von „blutiger Anfänger mit absolut keiner Ahnung“ gebraucht. In Online-Computerspielen wird dem Adressaten damit oftmals die Kenntnis grundlegender Spielregeln oder die Befähigung zum hilfreichen Mitspielen abgesprochen.
Das Wort ist eine aus dem Leetspeak rücktranskribierte Schreibweise von n00b für Newb, die wiederum eine Verkürzung des Begriffes Newbie darstellt. In anfängerfreundlichen Umgebungen wird der Terminus Noob in der Regel zugunsten des neutraleren Newbie vermieden.

### Militär und Studentenverbindungen
Das Militär, die Studentenverbindungen sowie andere hierarchische Systeme pflegen ihren jeweils eigenen Sprachschatz zur Bezeichnung von Neulingen:
- In der Soldatensprache werden in Deutschland verschiedene Ausdrücke benutzt, wie „Glatter“, „Schulterglatze“ (wegen der fehlenden militärischen Rangabzeichen auf der Schulter), „Kiste“, „Muschi“, „Maus“, „Erntehelfer“, „Krummfinger“ (vom Koffertragen) und – heute vielleicht etwas aus der Mode, früher aber in aller Munde – „Rotarsch“ und „Koffer“ wegen der neuen Namensbezeichnungen aus einem Kofferschild.
- Im Jargon der Studentenverbindungen: Fuchs, häufig auch „Fux“ geschrieben

### Weitere
- Newcomer:
  - Neue Musiker oder Bands, die ihre ersten Auftritte absolvieren, die ersten Male im Radio gespielt werden oder neu in die Hitparaden kommen, nennt man auch Newcomer (englisch new für „neu“ und come für „kommen“)
  - Ebenso werden auch Nachwuchstalente aus Kunst oder Sport häufig als Newcomer tituliert.
- Grünschnabel: Grünschnabel oder noch grün hinter den Ohren sein ist eine Bezeichnung für Neueinsteiger. Das Wort Greenhorn ist die englische Entsprechung.
- Lehrling: Im Handwerk heißen Auszubildende traditionell Lehrling, umgangssprachlich auch Azubi oder Stift.
- Pfadfinder: In Pfadfindergruppen werden Neulinge, je nach der Altersstufe in der sie eintreten, unterschiedlich genannt. Meist schlichtweg „Neuling“, teilweise „Jungwolf“ oder „Jungpfadfinder“.
- Rookie: Als Rookie werden Sportler in ihrem ersten Jahr als Profi bezeichnet. Der Begriff wird hauptsächlich in den USA verwendet.
- Novize: Novize – im kirchlichen Bereich das neu eingetretene Mitglied einer Kloster- oder Ordensgemeinschaft – ist auch im Kontext der Initiation in religiöse oder weltanschauliche Lehren und in der Kognitionswissenschaft der gebräuchliche Begriff für Neulinge. Er wird auch in Bezug auf Sexualpraktiken verwandt.